# Салето
Салѐто (на италиански: Saletto) е малко градче в Северна Италия, община Борго Венето, провинция Падуа, регион Венето. Разположено е на 12 m надморска височина.